# Lager Sylt
Lager Sylt è stato un campo di concentramento sito a Alderney, nelle Isole del Canale, durante l'occupazione nazista. 

## Storia
Durante la seconda guerra mondiale, il Regno Unito decise di abbandonare le isole del canale in quanto sarebbe stato troppo dispendioso difendere tale territorio. Le truppe tedesche, pertanto, occuparono queste isole nel luglio del 1940 senza trovare alcuna resistenza, anche in considerazione del fatto che la popolazione era stata precedentemente evacuata. L'esigenza di creare strutture difensive nell'isola di Alderney, portò all'utilizzo dei prigionieri di guerra come manovalanza e alla relativa costruzione degli alloggiamenti per gli stessi. Il campo di lavoro si trasformò in campo di concentramento nel marzo del 1943. Soltanto con la fine della guerra, il ritorno della popolazione originaria e dell'esercito britannico si iniziò a studiare cosa fosse avvenuto nel periodo bellico. Dalle testimonianze raccolte, i prigionieri venivano sistematicamente malmenati, attaccati dai cani e uccisi. Le persone colpevoli di furto di cibo venivano impiccate e lasciate in tale condizione per diversi giorni. Secondo lo storico Paul Sanders, il fatto che non vi fosse popolazione civile su tutta l'isola ha portato i militari a sentirsi maggiormente liberi nel commettere gesti brutali nei confronti dei prigionieri.

## Tutela del sito
Al fine di conservare la memoria di quanto successo, nel 2017 le autorità politiche dell'isola di Alderney istituirono un'area protetta nel luogo in cui sorgeva il campo di concentramento. Tale scelta è stata resa necessaria anche per preservare il sito da un punto di vista urbanistico.